# Sapucaia (Caratinga)
Sapucaia é um distrito do município brasileiro de Caratinga, no interior do estado de Minas Gerais. Segundo o censo demográfico de 2022, realizado pelo Instituto Brasileiro de Geografia e Estatística (IBGE), sua população era de 2 591 habitantes e havia 1 003 domicílios particulares permanentes ocupados. Possui área de 97,80 km² conforme a Fundação João Pinheiro (FJP). Foi criado pela lei estadual nº 336 de 27 de dezembro de 1948.
De acordo com o IBGE, em 2010 a população era de 2 814 habitantes e havia 1 121 domicílios particulares.